# 小宮信夫
小宮 信夫（こみや のぶお、1956年 - ）は、日本の社会学者、犯罪学者。立正大学文学部社会学科教授、社会学博士。専門分野は犯罪学。

## 人物
東京生まれ。警察庁「持続可能な安全・安心まちづくりの推進方策に係る調査研究会」の座長、文部科学省「学校と関係機関との行動連携に関する研究会」の委員、東京都「非行防止・犯罪の被害防止教育の内容を考える委員会」の座長、東京都「地域安全マップ専科」の総合アドバイザー、広島県「子どもの安全な環境づくりアドバイザー」、青森県「防犯環境設計アドバイザー」、岡山県「安全・安心岡山県づくり委員会」の顧問、宮城県「みやぎ安全・安心まちづくり推進アドバイザー」、群馬県「生活安全教育アドバイザー」などを歴任。地域安全マップの開発者として全国各地で技術指導を行っている。吉田拓郎の大ファンで、1975年の吉田拓郎・かぐや姫 コンサート インつま恋のライブ映像に観客として映っている。好物は小倉アイスとチョコアイス。

## 略歴
- 中央大学法学部法律学科卒業。1993年横浜国立大学大学院修士課程修了（国際経済法学）、2003年「NPOによるセミフォーマルな犯罪統制 ボランティア・コミュニティ・コモンズ」で中央大・社会学博士。
- 1994年、ケンブリッジ大学大学院犯罪学研究科（M.Phil.）修了（日本人初）[3]。
- 法務省、国連アジア極東犯罪防止研修所、法務総合研究所などを経て現職。
- 2017年5月の今治親子殺傷事件で、関与を疑われた30代女性が警察の事情聴取後に自殺したことに対して今治警察署の対応を「安易に参考人を帰してしまったのではないか。逮捕を巡る判断を誤ったと言える」と論評した。[4]

## 表彰
- 2006年10月2日　平成18年度東京都功労者（代表で謝辞を述べる）[5]

## 所属学会
- 日本犯罪社会学会
- 日本社会病理学会
- 警察政策学会
- 日本犯罪心理学会

## 著書
- 『NPOによるセミフォーマルな犯罪統制 ――ボランティア・コミュニティ・コモンズ』立花書房、2001.12
- 『犯罪は「この場所」で起こる』光文社新書、2005.8
- 『犯罪に強いまちづくりの理論と実践   地域安全マップの正しいつくり方』 (COPA books. 自治体議会政策学会叢書) 自治体議会政策学会 監修. イマジン出版, 2006.3
- 『犯人目線に立て!   危険予測のノウハウ』PHP研究所、2007.12
- 『犯罪は予測できる』新潮新書、2013.9
- 『なぜ「あの場所」は犯罪を引き寄せるのか   見てすぐわかる犯罪地図』青春新書INTELLIGENCE 青春出版社、2015.6
- 『子どもは「この場所」で襲われる』小学館新書、2015.12
- 『写真でわかる世界の防犯   驚きのアイデアで犯罪を「あきらめさせる」：遺跡・デザイン・まちづくり』小学館, 2017.4
- 『鉄道利用の最新防犯知識 ー「景色解読力」を身につけて危険回避 』交通新聞社新書, 2024.3
- 『犯罪者が目をつける「家」』青春新書インテリジェンス, 2025.6

### 共編著
- 『安全はこうして守る  現場で本当に役立つ防犯の話』編著. ぎょうせい, 2007.2
- 『リアリティと応答の社会学   犯罪・逸脱とケア』鴨志田康弘,細井洋子共編著. 風間書房, 2013.5
- 『犯罪に強いまちづくりの理論と実践   正しい地域安全マップづくりと振り込め詐欺・空き巣防止   増補版』 (COPA BOOKS 自治体議会政策学会叢書) 編著. イマジン出版, 2015.4
- 『Risk, Protection, Provision and Policy』Springer, 2016.8

### 監修
- 『危険回避・被害防止トレーニング・テキスト 読んで考え、歩いて学ぶ生活安全教本』 (10代の生き方ヒント）監修, 横矢真理著. 栄光, 2003.2
- 『安全安心ハンドブック 個人で守り地域で守る、犯罪に強いまちづくり』中央区総務部総務課編, 監修. 中央区総務部総務課, 2004.12
- 『親子で実践!犯罪・危険・事故回避マニュアル いざというときに子どもの生命を守る本』監修. 主婦と生活社, 2005.4
- 『徹底検証!子どもは「この場所」で犠牲になった』別冊宝島 監修. 宝島社, 2006.7
- 『親子で学ぶ「子どもの防犯」ワークブック』監修. 東京書籍, 2007.6
- 「子育て支援シリーズ」全5巻 汐見稔幸,佐藤博樹,大日向雅美,山縣文治共監修. ぎょうせい, 2008
- 『安全安心ハンドブック 個人で守り地域で守る、犯罪に強いまちづくり 2008』中央区総務部危機管理室編, 監修. 中央区総務部危機管理室, 2008.3
- 『あぶないばしょはどっち?　遊んで学べる防犯絵本』池田書店, 2024.5
- 『悪意の見える化とリスク・マネジメント: 不正の芽を摘むテクノロジーと組織運営の改善』エヌ・ティー・エス, 2024.8
- 『こんなときどうする!?  マインクラフト ピンチおたすけ図鑑』KADOKAWA, 2025.7

### 翻訳
- エイミー・エルマン『国家は女性虐待を救えるか スウェーデンとアメリカの比較』細井洋子共訳. 文化書房博文社, 2002.6
- G.L.ケリング, C.M.コールズ『割れ窓理論による犯罪防止 コミュニティの安全をどう確保するか』監訳. 文化書房博文社, 2004.3